# Heide-Heuvel

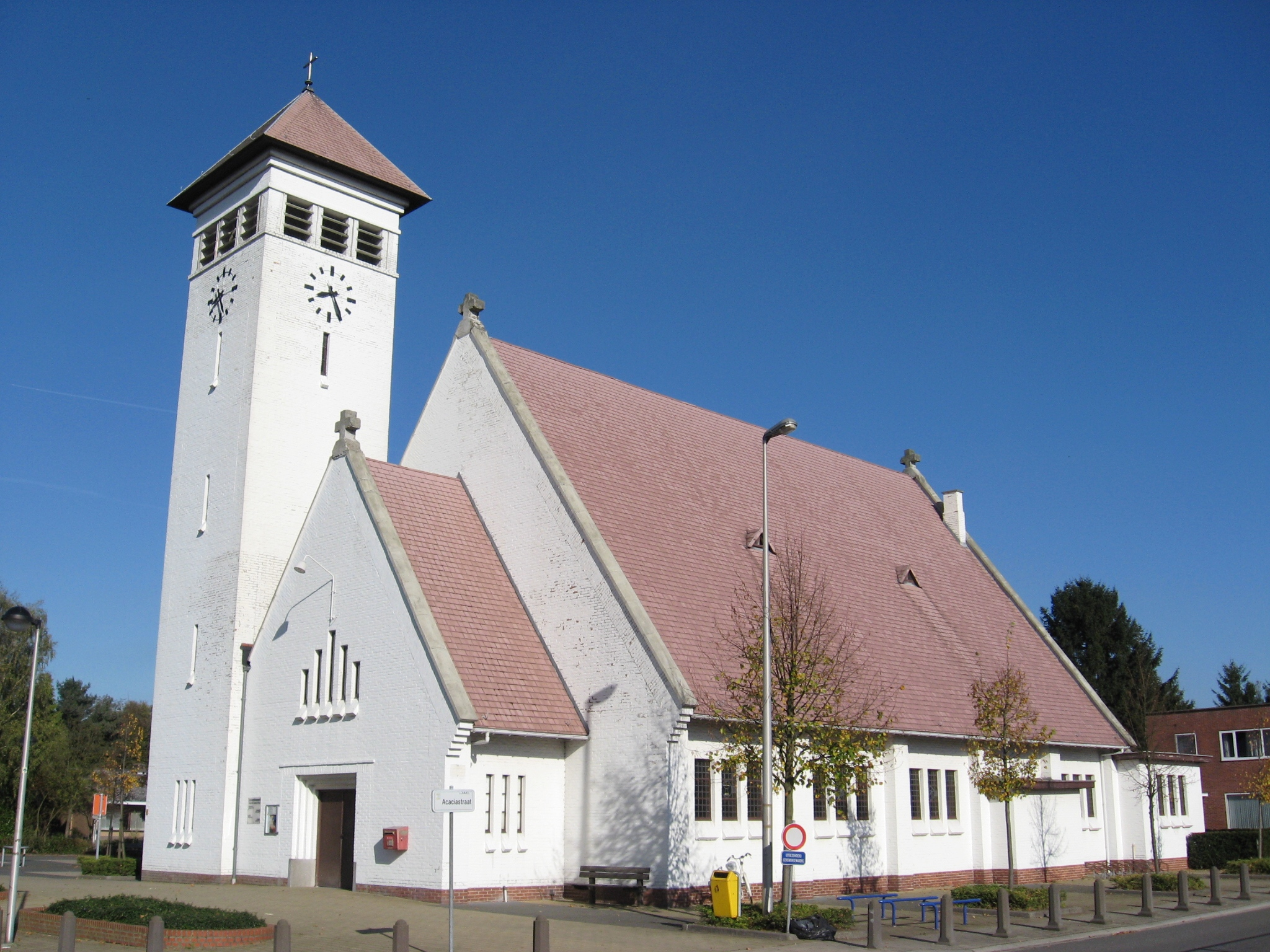
Onze-Lieve-Vrouw-van-Lourdeskerk

Heide-Heuvel is een gehucht in de Belgische stad Lommel, in de provincie Limburg. Het bevindt zich twee kilometer ten noordoosten van Lommel Centrum.  Heide-Heuvel ligt onmiddellijk ten zuiden van het Kanaal Bocholt-Herentals.

## Geschiedenis
De parochie werd in 1852 afgesplitst van de centrumparochie van Lommel, en kreeg de naam Heuvelse Heide-Kolonie, maar later splitsten Lommel-Kolonie en Barrier zich af en kwam het overige deel weer aan de centrumparochie, om uiteindelijk een eigen parochie te vormen die gewijd was aan Onze-Lieve-Vrouw van Lourdes. De huidige parochiekerk, de Onze-Lieve-Vrouw-van-Lourdeskerk, is van 1953.
Toen de heide nog niet ontgonnen was, heette het gehucht Heuvel, terwijl de bijbehorende woeste grond als Heuvelse Heide bekendstond. Ontginning en bewoning van de heide leverde de plaats Heide op, die dan weer samen met Heuvel het gehucht Heide-Heuvel ging vormen.

## Nabijgelegen kernen
Lommel Centrum, Lutlommel, Barrier, Luyksgestel
Deelgemeente: Lommel

Overige kernen: Balendijk · Barrier · Blauwe Kei · Gelderhorsten · Heeserbergen · Heide-Heuvel · Kattenbos · Kerkhoven · Kolonie · Lutlommel · Stevensvennen · Werkplaatsen

Belgische gemeenten · Arrondissement Maaseik · Limburg · Vlaanderen